# Victor Banerjee

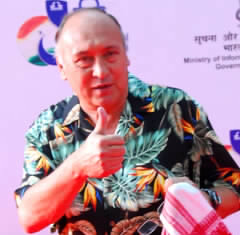
Victor Banerjee (2013)

Victor Banerjee (bengalisch ভিক্টর বন্দ্যোপাধ্যায় Bhikṭar Bandyopādhyāẏ; * 15. Oktober 1946 in Kalkutta) ist ein indischer Schauspieler. Einem breiten Publikum wurde er durch die Rolle des Dr. Aziz in David Leans preisgekrönter Literaturverfilmung Reise nach Indien (1984) bekannt.

## Leben

### Kindheit und Ausbildung
Victor Banerjee wurde 1946 in Kalkutta als einziges Kind einer wohlhabenden bengalischen Familie geboren, die mehrere Ländereien besaß. Die eher konservative hinduistische Familie seines Vaters hatte seit mehreren Generationen mit der indischen Unabhängigkeitsbewegung sympathisiert. Sein Großvater boykottierte britische Handelswaren und war mit dem bekannten Politiker Subhash Chandra Bose befreundet. Banerjee wuchs in großem Reichtum in einem Kalkuttaer Palast mit 40 Bediensteten auf, wo sich auch die berühmtesten klassischen Musiker Bengalens zu Privatkonzerten einfanden. Als einziger Nachkomme wurde er, aus Angst vor einer Entführung, stets von zwei afghanischen Leibwächtern auf Ausflügen und dem Weg zur Schule begleitet. Seine Erziehung erhielt Banerjee auf einem Internat, das von der katholischen Ordensgemeinschaft Congregation of Christian Brother geführt wurde. Im Alter von fünf Jahren wurde dort sein Talent für die Schauspielerei und den Gesang entdeckt und er wirkte an einer Schulaufführung der Oper The Pirates of Penzance mit. Dieser Leidenschaft blieb er verbunden: so trat er seit seiner Jugend in weiteren Amateurinszenierungen leichter Opern-Stoffe auf und übernahm 1966, im Alter von 20 Jahren, die erste Tenorstimme in einer Inszenierung von The Desert Song. Sechs Jahre zuvor war sein Großvater ohne Testament verstorben, woraufhin er Zeuge wurde, wie das wertvolle Interieur seines Elternhauses aus steuerrechtlichen Gründen auf Auktionen veräußert werden musste. In den frühen siebziger Jahren interpretierte er die Figur des Jesus von Nazaret in einer Bombayer Produktion des Stückes Godspell.
Banerjee besuchte später die Jadavpur University in seiner Heimatstadt. Sein Studium der Vergleichenden Literaturwissenschaft beendete er mit einem Master-Abschluss. Daraufhin fand Banerjee, zum Missfallen seiner Familie, Anstellung im Handelsunternehmen Reynolds Aluminium und arbeitete später in Bombay und New York für die Schifffahrtsgesellschaft Pacific & Orient Steamship Line. Zum Ärger seines Vaters machte er die Schauspielerei zu seinem Beruf und begann eine seriöse Karriere als Theaterdarsteller. 1981 feierte er sein Debüt als Theaterregisseur mit einer Inszenierung des Stückes An August Requiem. Sein Debüt als Filmschauspieler gab er 1977 mit der Nebenrolle des Premierministers in Satyajit Rays Historienfilm Die Schachspieler, in dem er an der Seite von Sanjeev Kumar, Shabana Azmi und Saeed Jaffrey zu sehen war. Dies war der Auftakt zu einer langjährigen Zusammenarbeit mit dem renommierten bengalischen Filmemacher, der Banerjee daraufhin auch in seinen folgenden Filmprojekten in Szene setzte. So war der junge Inder als Liebhaber einer verheiraten Ehefrau und Mutter (gespielt von Aparna Sen) in Rays Kurzspielfilm Pikoo (1980) zu sehen, während er in der Literaturverfilmung Das Heim und die Welt (1984) die Rolle eines liberalen und westlich denkenden Landbesitzers übernahm, der seine Frau (gespielt von Swatilekha Chatterjee) in die Unabhängigkeit entlässt. Weitere Hauptrollen übernahm Banerjee in James Ivorys Fernsehfilm Der große Trubel um Georgies und Bonnies Bilder (1978), in dem er einen jungen Maharadscha spielt, der zwei fanatischen Kunstsammlern eine Lehre erteilt, sowie in der deutschen Filmproduktion Jaipur Junction (1982) von W. Werner Schaefer, die von einem jungen deutschen Facharbeiter (gespielt von Herbert Knaup) berichtet, der sich als Bauleiter in Indien einer korrupten Firmenleitung und ehrgeizigen indischen Lokalpolitikern erwehren muss.

### Erfolg mit „Reise nach Indien“
Der internationale Durchbruch im englischsprachigen Kino gelang Banerjee 1984 mit der Hauptrolle in David Leans Reise nach Indien. In der Verfilmung des gleichnamigen Romans von E. M. Forster übernahm der Schauspieler an der Seite von so bekannten Akteuren wie Peggy Ashcroft oder Alec Guinness den Part des verwitweten und verarmten jungen muslimischen Arztes Aziz, der die Bekanntschaft mit der gleichaltrigen Engländerin Adela (gespielt von Judy Davis) macht. Diese befindet sich in Begleitung der Mutter ihres Verlobten (Ashcroft) und wünscht sich, das wahre Indien kennenzulernen. Die vornehme, puritanische Dame beschuldigt Aziz jedoch nach einem Ausflug zu den berühmten Höhlen von Marabar sie vergewaltigt zu haben. Der folgende Prozess droht in Indien zur Zeit der britischen Kolonialherrschaft in einen Aufstand der einheimischen Bevölkerung umzuschlagen. David Lean hatte für seinen letzten Spielfilm vergeblich in England und in Bombay nach einem geeigneten Darsteller für die Rolle des Dr. Aziz gesucht, ehe er auf Rat eines indischen Freundes in Kalkutta suchte. Gleichzeitig wurde Filmproduzent Richard Goodwin auf Banerjee aufmerksam. Auf Anraten seines Freundes Satyajit Ray nahm Banerjee die Rolle an, die er nach einem sechsstündigen Gespräch mit Lean erhielt, der wie üblich auf Probeaufnahmen verzichtete. Obwohl ihn nach eigenen Aussagen der Roman als Literaturstudent gelangweilt hatte und er Forsters Wiedersehen in Howards End und Werke von Charles Dickens oder Thomas Hardy bevorzugte, las und studierte er Reise nach Indien bevor er das Filmskript auswendig lernte. Auch konnte Banerjee sich in Fragen um den Sprachakzent der Rolle und die Hautfarbe teilweise dem Regisseur gegenüber durchsetzen.
Reise nach Indien erfuhr nach der Veröffentlichung großes Lob seitens der Kritiker, die Leans letzten Film als grandiose Rückkehr zum klassischen britischen Erzählkino und gleichzeitig beste Regiearbeit seit Die Brücke am Kwai (1957) und Lawrence von Arabien (1962) feierten. Die britisch-amerikanische Filmproduktion wurde daraufhin elfmal für den Oscar nominiert, hatte aber bei der Oscarverleihung 1985 gegenüber Miloš Formans Theateradaption Amadeus das Nachsehen. Im Gegensatz zu Peggy Ashcroft und Judy Davis erhielt Banerjee keine Academy-Award-Nominierung, obwohl er für sein Porträt des Charlie-Chaplin-haften indischen Arztes von der Londoner Times als „neuer Star aus dem Osten“ betitelt wurde, während ihn die New York Times für seine „elektrifizierende Darstellung“ als ersten indischen Schauspieler seit Sabu feierte, dem weltweiter Erfolg in einer Hollywood-Produktion beschieden war. Für seine schauspielerische Leistung wurde Banerjee 1984 mit dem Preis des amerikanischen National Board of Review als Bester Hauptdarsteller preisgekrönt, während er zwei Jahre später den Evening Standard British Film Award und eine Nominierung für den wichtigsten britischen Filmpreis BAFTA Award erhielt.
Mit der Hauptrolle in Ronald Neames englischer Komödie R.A.M.S. (1986), in der er sich als angeblicher Arzt in die gehobene Londoner Gesellschaft schummelt und seinem amerikanischen Fernsehdebüt in Jerry Londons Melodram Dadah bedeutet Tod (1988) mit Julie Christie, Hugo Weaving und John Polson war er in weiteren englischsprachigen Produktionen vertreten. Dennoch scheiterte der „sensible Darsteller“ daran, im internationalen Kino an seine Erfolgsrolle anzuknüpfen. Nach dem Part des gutmütigen Patriarchen in Roman Polańskis Psychothriller Bitter Moon und Auftritten in der britischen Fernsehserie True Adventures of Christopher Columbus (beide 1992) konzentriert er sich auf die Arbeit im Hindi-Film und indischen Fernsehen. So war er in jüngster Vergangenheit unter anderem als liebeskranker alternder Richter in Anant Balanis romantischer Komödie Joggers' Park (2003) oder als Vater eines AIDS-Patienten in dem Drama My Brother… Nikhil (2005) zu sehen. Gelegentlich unternimmt er auch Ausflüge ins bengalische Kino. Zur Arbeit mit Regiegrößen wie Ray, Ivory, Lean oder Polański äußert er sich heute in Interviews eher kritisch. „Sie legten mich auf ein gewisses ernstes Image fest, so dass mich jetzt niemand in einer lustigen Rolle vorstellen kann.“, so Banerjee im Frühjahr 2005.
Victor Banerjee ist verheiratet und Vater zweier Töchter, die 1975 und 1977 geboren wurden. 1988 übernahm der Inder, der Palgrave's Golden Treasury of Great Poetry zu seinen Lieblingsbüchern zählt, in einer Bibel-Inszenierung der englischen The York Mystery Plays unter der Regie von Steven Pimlott erneut die Rolle des Jesus. Zwischenzeitlich zog Banerjee von Kalkutta in die kleine Stadt Masuri in der Himalaya-Region und betätigte sich auch politisch und als Autor. Ebenfalls war Banerjee Mitbegründer der indischen Screen Extras Union.

## Filmografie
- 1977: Die Schachspieler (Shatranj Ke Khilari)
- 1978: Der große Trubel um Georgies und Bonnies Bilder (Hullabaloo Over Georgie and Bonnie's Pictures; Fernsehfilm)
- 1980: Pikoo (Fernsehfilm)
- 1981: Kalyug
- 1982: Jaipur Junction
- 1983: Madhuban
- 1983: Doosri Dulhan
- 1983: Arohan
- 1983: Protidan
- 1984: Prarthana
- 1984: Das Heim und die Welt (Ghare Baire)
- 1984: Reise nach Indien (A Passage to India)
- 1985: Pratigya
- 1986: R.A.M.S. – Drei Frauen und kein Baby (Foreign Body)
- 1987: Ekanto Apon
- 1987: Pratikar
- 1988: Agun
- 1988: Dada bedeutet Tod (Dadah Is Death; Fernsehfilm)
- 1989: Aakrosh
- 1990: Byabadhan
- 1990: Raktorin
- 1990: Debata
- 1992: Innenwelt, Außenwelt (Mahaprithivi)
- 1992: Bitter Moon
- 1992: True Adventures of Christopher Columbus (Fernsehserie)
- 1996: Lathi
- 1996: Mahan
- 1997: Danab
- 1998: Moner Moto Mon
- 1998: Raja Rani
- 2002: Antarghaat
- 2002: Deba
- 2002: Hindustani Sipahi
- 2003: Bhoot
- 2003: Joggers’ Park
- 2004: Abar Asbo Phire
- 2004: Bandhan
- 2004: Bow Barracks Forever
- 2004: Ho Sakta Hai!
- 2005: Home Delivery: Aapko… Ghar Tak
- 2005: It Was Raining That Night
- 2005: My Brother… Nikhil
- 2005: Yatna
- 2006: Bradford Riots (Fernsehfilm)
- 2006: The Bong Connection
- 2007: Apne
- 2007: Bandhu
- 2007: Chaurahen
- 2007: Kalishankar
- 2007: Papa gibt Gas – Eine Familie ist nicht zu stoppen (Ta Ra Rum Pum)
- 2008: Aparadhi
- 2008: Bandhan (Fernsehserie)
- 2008: Sarkar Raj
- 2008: Tahaan
- 2009: Aladin
- 2009: Chowrasta Crossroads of Love
- 2011: Delhi in a Day
- 2011: Gosain Baganer Bhoot
- 2011: Meherjaan
- 2012: Shabdo
- 2014: Children of War
- 2014: Gunday
- 2014: Unfreedom
- 2015: NaMo 4D
- 2018: High Life

## Auszeichnungen
- 1984: National Critics Association Award für Protidan (Kategorie: Bester Darsteller)
- 1984: National Board of Review Award für Reise nach Indien (Bester Hauptdarsteller)
- 1986: BAFTA-Nominierung für Reise nach Indien (Bester Hauptdarsteller)
- 1986: Evening Standard British Film Award für Reise nach Indien (Bester Darsteller)
- 2012: Bonehead Award des Bare Bones International Film Festival für Meherjaan (Bester Darsteller – Spielfilm)